# Etemenanki
Etemenanki (sumersky É.TEMEN.AN.KI „chrám základů nebe a země“) bylo pojmenování velkého zikkuratu zasvěceného Mardukovi, ve městě Babylón zhruba v 6. stol. př. n. l. Z původně sedmipatrové stavby dnes zůstaly jen ruiny základů. Podle některých současných názorů (prezentovaných např. Stephenem L. Harrisem), biblický příběh o Babylonské věži byl inspirován právě stavbou Etemenanki během židovského babylonského zajetí. Jiní naopak prohlašují, že podle knihy Genesis by tato stavba měla být podstatně starší.

## Stavební proces
Není zcela jasné, kdy byl chrám Etemenanki poprvé postaven, ale pravděpodobně existoval již před vládou Chammurapiho (1792–1750 př. n. l.). Obecně je přijímána teze, že mýtus Enúma eliš o stvoření světa/Babylonu byl napsán během či krátce po Chammurapiho panovnictví; protože mýtus uvádí, že Esagila, Mardukův chrám, byl postaven ihned po stvoření světa a zmiňuje i existenci Etemenanki, obě stavby patrně existovaly dosti dlouho na to, aby mohly být popsány v eposu.

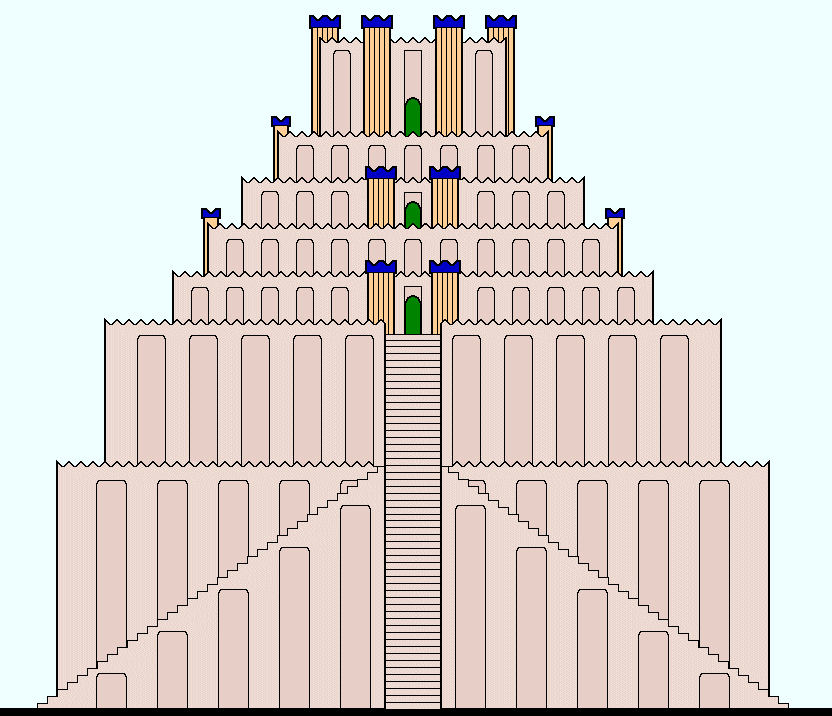
Rekonstrukce Etemenanki

Město Babylón bylo zničeno roku 689 př. n. l. králem Sinacheribem, který tvrdil, že zničil i Etemenanki. Město bylo obnoveno za vlády Asarhaddona a později Nabopolasara a jeho syna Nebukadnesara II. Obnova města trvala 88 let; jeho centrálním prvkem byl Mardukův chrám Esagila, se kterým byl spojen zikkurat Etemenanki. Zikkurat samotný nechal obnovit Asarhaddon a Nebukadnesar II. Sedm pater zikkuratu dosahovalo výšky 91 metrů (podle tabulky z Uruku), a na vrcholu byla umístěna chrámová svatyně.
Okolo roku 478 př. n. l. dal Xerxes I. odstranit sochu Marduka a možná zničil i chrám. Za Alexandra Velikého už byl zikkurat každopádně pouhou ruinou, kterou dali odstranit, aby mohli postavit novou budovu. Práce nedokončili pro Alexandrovu smrt, ale ze zikkuratu již zůstaly jen spodní části. Zkázu dokončili ve středověku Arabové, kteří použili cihly ze zikkuratu na jiné stavby. V 19. století byly základy stavby náhodou znovu objeveny.

## Popis
Novobabylonský nápis (citující Nabukadnesara II.) ze stély nalezené v roce 1917 Robertem Koldeweyem při vykopávkách v Babylonu uvádí:
Etemenanki  Zikkurat Babibli (babylonský zikkurat) jsem já vybudoval, pozemskému lidu na podiv, já vztyčil jeho vrchol k nebesům, udělal dveře pro jeho brány a pokryl jej bitumenem a cihlami.

Etemenanki je zobrazeno mělkým obrysem, znázorňujícím jeho první patra s dvojitými schodišti, pět dalších pater a chrám, který korunuje celou stavbu.
Najdeme zde i plánek přízemí, znázorňující zesílené vnější stěny a vnitřní síně obklopující jádro stavby.
Etemenanki popisuje i tabulka z Uruku napsaná v klínovém písmu, pocházející z roku 229 př. n. l. (nyní uložená v pařížském Louvre, jde o kopii ještě staršího textu). Ta uvádí i výšku věže – sedm pater (91 metrů) se čtvercovou základnou o rozměrech 91x91 metrů. Existenci této stavby z nepálených cihel potvrdil svými vykopávkami Robert Koldewey po roce 1913. Velké schodiště bylo objeveno na jižní straně budovy, v místech kde měla být trojitou bránou spojena s chrámem Esagila. Větší brána na východě spojovala Etemenanki se svatou procesní cestou (nyní zrekonstruovanou v Pergamonském muzeu v Berlíně).